# Machaerium discolor
Machaerium discolor är en ärtväxtart som beskrevs av Julius Rudolph Theodor Vogel. Machaerium discolor ingår i släktet Machaerium och familjen ärtväxter. Inga underarter finns listade i Catalogue of Life.